# Queso de tupí
El queso de tupí, a menudo denominado simplemente tupí, es un queso pirenaico, originario de la Cerdaña, el Alto Urgel y el Pallars. Junto con el queso llenguat de la región, es unos de los pocos quesos de origen auténticamente catalán. Este queso, muy blando y untuoso, contiene bastante grasa. Se puede comer con pan de payés y vinos fuertes, porque, igual que el llenguat, es bastante fuerte. También se puede usar para preparar una crema para acompañar otros platos.

## Preparación
El queso de tupí se prepara con leche de oveja, o también de vaca, y aguardiente u otro licor. Se calienta la leche un poco, hasta unos 35 °C. La flor de cardo se diluye aparte dentro de medio vaso de agua y se añade a la leche, esperando hasta que la leche sea tomada. A continuación se va pulsando el requesón con las manos hasta hacerle coger forma de bola. Después de meter el requesón dentro de una quesera, se va escurriendo hasta que no desprenda más líquido. Se esmolsa, se mete dentro de un tupí, y se añade aguardiente. Después se va removiendo durante cuatro o cinco días.
Se deja hasta que lo hervido fermenta, durante un mínimo de dos meses, para lograr la consistencia deseada. Hay quien añade aceite de oliva extra virgen en la jarra de fermentación.